# 163624 Moorthy
163624 Moorthy este un asteroid din centura principală de asteroizi.

## Descriere
163624 Moorthy este un asteroid din centura principală de asteroizi. A fost descoperit pe 10 octombrie 2002 la Apache Point Observatory în cadrul programului Sloan Digital Sky Survey. Asteroidul prezintă o orbită caracterizată de o semiaxă mare de 3,17 ua, o excentricitate de 0,08 și o înclinație de 12,8° în raport cu ecliptica.